# Hyalidae
Hyalidae (лат.) — семейство ракообразных из отряда бокоплавов (Hyaloidea, ранее в Talitroidea, Gammarida).

## Описание
Небольшие бокоплавы, длиной обычно около 1 см (от 5 мм у Protohyale dollfusi до 20 мм у Apohyale novaezealandiae). Тело латерально сжато. Глаза хорошо или слабо развиты, круглые, яйцевидные, почковидные, вентрально суженные или субпрямоугольные. Кальцеоли антенны 1-2 отсутствуют. Антенна 1 короче антенны 2; педункулярный членик 1 равен или длиннее членика 2; членик 2 короче, равен или длиннее членика 3; членик 3 короче членика 1; вспомогательный жгутик отсутствует. Мандибулярный моляр тритуративный (перетирающий); пальпы отсутствуют. Коксальные жабры на переподах 2-6, не стебельчатые; стернальные жабры отсутствуют; стернальные пузыри отсутствуют; бахромчатые волоски оостегитов простые или бахромчатые вьющиеся. Гнатопод 1 субхелатный или парахелатный; одинаков у самцов и самок (не имеет полового диморфизма); меньше (или слабее), чем гнатопод 2. Гнатопод 2 субчешуйчатый; различается у самцов и самок (половой диморфизм); карпус слабо выдаётся по заднему краю проподуса или не выдаётся по заднему краю проподуса, выступая между мерусом и проподусом или не выдаётся по заднему краю проподуса, не выступая между мерусом и проподусом. Переоподы 3-4 не имеют полового диморфизма. Переопод 4 с хорошо развитым задневентральным лепестком. Переопод 5 короче, чем переопод 6. Переопод 7 длиннее переопода 5. Плеониты 1-3 каждый с дорсальным килем или килями. Уросомиты 1-3 свободные; без тонких или крупных дорсальных волосков. Уросомит 1 без крупной дистовентральной крупной щетинки. Уросомит 2 без дорсальных волосков. Уропод 1 без базофациальных крупных волосков. Уропод 3 не имеет полового диморфизма; бирамный или унирамный, без ворсистых щетинок. Тельсон расщеплён до основания.
Обитают в морской литоральной зоне. Виды рода Hyachelia паразитируют на морских зелёных черепахах (Chelonia mydas).

## Распространение
Широко распространены в обоих полушариях.

## Классификация
Включает 12 родов и около 150 видов. Семейство было впервые выделено в 1957 году советским карцинологом А. И. Булычевой. Включено в состав Hyaloidea. До 2019 года семейство включалось в Talitroidea.
Hyalinae
- Apohyale Bousfield & Hendrycks, 2002[10] — более 20 видов
- Hyale Rathke, 1837 — более 20 видов
  - syn. Galanthis Spence Bate, 1857
  - syn. Nicea Nicolet, 1849
- Insula Kunkel, 1910 — 1 вид (Insula antennullela Kunkel, 1910)[11]
- Lelehua J. L. Barnard, 1970[12] — 4 вида
- Neobule Haswell, 1879 — 3 вида
- Parallorchestes Shoemaker, 1941 — около 10 видов
- Parhyale Stebbing, 1897 — около 20 видов
  - Parhyale taurica Grintsov, 2009 [13]
- Protohyale Bousfield & Hendrycks, 2002[10] — более 45 видов
- Ptilohyale Bousfield & Hendrycks, 2002[10] — около 10 видов
- Ruffohyale Bousfield & Hendrycks, 2002[10] — 3 вида
- Serejohyale Bousfield & Hendrycks, 2002[10] — 4 вида

Hyachelinae
- Hyachelia J. L. Barnard, 1967 — 2 вида
  - Hyachelia lowryi Serejo & Sittrop, 2009[14]
  - Hyachelia tortugae J.L. Barnard, 1967[5]